# 比尔·克林顿
威廉·杰斐逊·克林顿（英語：William Jefferson Clinton；1946年8月19日—），通稱比爾·克林顿（英語：Bill Clinton），是美国律师及政治人物，民主党籍，曾長期擔任阿肯色州州长（1979年－1981年、1983年－1992年）和第42任美国总统（1993年－2001年）。妻子為前國務卿希拉里·克林顿，于1975年结婚，育有一女切尔西·克林顿。
克林顿是美国历史上仅次于西奥多·罗斯福和约翰·甘迺迪之後第三年轻（若以当选為準，則為第二年輕）的总统，也是首位出生于二战后婴儿潮中的总统。
克林顿領導其派系和政府期間的政治理念被視为第三条道路和回歸中間路線，并被称为新民主党人。隨著蘇聯解體和冷戰結束，克林頓作為在這些事件之後首位上任的美國總統，將美國主要的建設重心從軍備競賽和外交對抗轉為投入國內的社會經濟建設，首先着力加税和扩大联邦政府开支，亦因此导致政府多次停摆，又大肆裁減軍備和情報機關規模，減少對外軍事行動和海外駐軍數量等縮減外援，同時通過北約東擴逐步與昔日的共產國家改善關係，把他們納為美國盟友。1999年在克林顿执政下，美国经历了21世紀前和平时期持续时间最长的一次经济发展，屬於冷戰後美國成為唯一超級大國的一種表現。，实现了财政收支平衡和国库盈余5590亿美元。克林顿在其第一個总统任期内由于推行美國醫療改革等政策的失败，共和党在事隔40年之后首次获得众议院的控制权。而在第二个任期内，克林顿在「拉鏈門案件」等一系列醜聞中因伪证罪和妨碍司法罪被众议院弹劾，但克林頓憑着強大的人脈和民望，最终令参议院否决了弹劾案，避免像尼克遜一樣被迫引咎辭職。。
克林顿以65%的民意支持率结束任期，创下了55年來二战后美国总统离任最高支持率纪录。此后，克林顿一直进行公开演讲和人道主义工作，成立了克林顿基金會，致力于艾滋病和全球变暖等国际问题的防治。2004年，克林顿出版了自传《我的人生：克林顿回憶錄》。
在美國在線于2005年舉辦的票選活動《最偉大的美國人》中，克林顿被選為美國最偉大的人物第七位。

## 早年生活
威廉·杰斐逊·布莱斯在1946年8月19日生於阿肯色州霍普的朱丽亚切斯特医院，原名威廉·杰斐逊·布莱斯三世（William Jefferson Blythe III）。他的父亲小威廉·杰斐逊·布莱斯是一名推销员，在比尔出生前三个月因车祸去世。比尔出生后，他的母亲弗吉尼亚·德尔·卡西迪独自一人前往新奥尔良学习护理，将比尔留在了开杂货店的外祖父母身边。1950年，比尔的母亲从护士学校毕业回到霍普，不久与温泉城的汽车经销商罗杰·克林顿结为夫妻。此后，比尔就与母亲和继父共同生活在温泉城。
虽然之前一直在使用，但直到14岁，比尔才正式将自己的姓从布莱斯改为克林顿。据比尔回忆，他的继父罗杰·克林顿是一个赌徒和酒鬼，经常虐待妻子卡西迪，有时甚至还包括比尔的同母异父兄弟小罗杰·克林顿。

## 教育
在温泉城，克林顿曾在圣约翰天主教小学、兰博小学和温泉城高中就读，那时他是活跃的学生领袖、读者和音乐爱好者。克林顿加入了合唱团并学习演奏薩克斯風，还成为全州管乐队的首席薩克斯風手。他曾考虑过将自己贡献给音乐事业，但在自传《我的生活》中他写到：
|  | (…) Sometime in my sixteenth year I decided I wanted to be in public life as an elected official. I loved music and thought I could be very good, but I knew I would never be John Coltrane or Stan Getz. I was interested in medicine and thought I could be a fine doctor, but I knew I would never be Michael DeBakey. But I knew I could be great in public service. |

|  | （……）在我16岁那年的某个时候，我决定将以当选官员的身份进入公共生活。我喜欢音乐，也觉得自己会很出色，但我知道我永远都成不了約翰·柯川或者史坦·蓋茲。我对医学感兴趣，自认为可以成为一名好医生，但我知道我永远都成不了迈克·德贝基。但我知道我可以在公共服务领域出类拔萃。 |

1963年，克林顿生活中的两件大事促使他决心成为一个公众人物。一件事是他以少年国家参议员的身份参观了白宫并受到约翰·F·肯尼迪的接见。另一件事是他聆听了马丁·路德·金著名的《我有一个梦》的演讲。
借助奖学金，克林顿进入华盛顿哥伦比亚特区的学习并在1968年获得学士学位。在校期间，克林顿担任了参议员J·威廉·富布赖特的助理文员。
在有“全球本科生诺贝尔奖”之称的罗德奖学金资助下，克林顿前往英国牛津大学学习政治学。在校期间，克林顿参与了反对越南战争的抗议行动并在1969年10月组织了一次“中止越战”的活动。当时，克林顿还吸食大麻，但后来他自己宣称“并未吸入”。
从牛津大学毕业后，克林顿进入耶魯大學法学院学习，并在1973年获得法律博士学位。在校期间，克林顿与希拉里·罗德姆相识。1975年，两人结为夫妻，他们唯一的孩子，獨生女切尔西·克林顿于1980年出生。

## 早年政治生涯

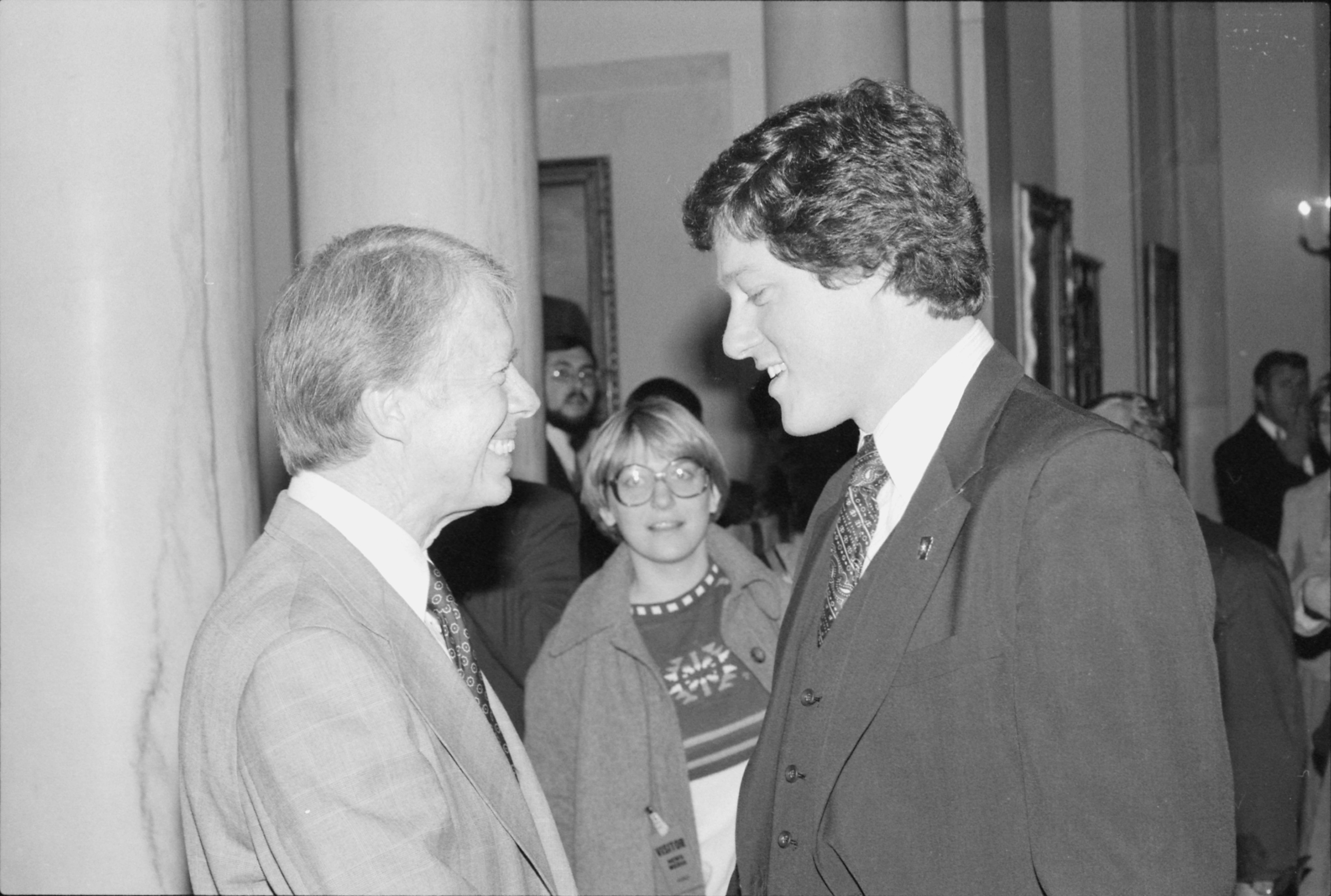
克林顿1978年当选州長时與时任總統吉米·卡特會面

在阿肯色大学教了几年法律之后，1976年克林顿当选为阿肯色州总检察长，并在1978年首次当选该州州长，当时他也是美国最年轻的州长（32岁）。
他的第一个州长任期是在艰难中度过的，面对了重重难题，在非常大的反對声中作出了种种改革。包括了不受欢迎的机动汽车税和1980年一些待甄别的古巴难民成功越狱。在難民營的設置問題上，民主黨的卡特總統拒絕克林顿的建議，堅持在阿肯色州設置難民營，引來選民反感，民主黨在該州的聲望大跌。
另外，克林顿的夫人希拉里·罗德姆作为州长夫人却拒绝改用夫姓也在比较保守的阿肯色州引来许多争议。主持的教育改革被州民責罵，罵為最惡毒的女人。1980年克林顿在第一个任期满后就连任失利，被共和党人法蘭克·杜渥·懷特（Frank Durward White）取代。怀特主張立即取消机动汽车税，放弃克林顿的改革。
在下台后，克林顿反思了自己政治生涯上的失败。他与强大的商业利益集团建立起了新的关系，并修补了与州政府部门的关系。希拉里也同意改用克林顿作为姓氏，在公开场合将自己重新塑造成一名更为传统的政治人物的妻子，而同时作为律师的她又在许可的范围内暗暗建立起自己的政治势力。同時，新州長懷特作出了共和黨執政者常用的手法，在決定電力公司是否加價的委員會中加入電力公司的職員，通過一條規定課堂教授進化論的同時，也要給予相同時數的課堂教授創造論，而且取消克林顿設立的有益人民的福利設施，引來州民不滿。
1982年克林顿宣布出山再次競選州長，终于再度当选州长，并且连续执政10年，直到1992年竞选总统。
克林顿对商业集团的友善使共和党对他无可挑剔，但是在他执政期间的多起交易引发了后来的白水门调查，影响了其总统任期后段的声誉。

## 总统生涯

### 初试啼声
克林顿在担任阿肯色州州长期间已经被看作是民主党内的明日之星，各方都相信他有朝一日一定会竞选总统。他曾擔任民主黨的州長協會主席，並以這個身份第一次踏入全国的政治舞台，他是在1988年的民主党全国大会被邀请发表演讲，介绍民主党的总统候选人、麻省州長迈克尔·杜卡齐斯。这场原定15分钟的演讲后来成为一场臭名昭著的半小时乏味谈话。

### 竞选过程
尽管遭遇了第一次的打击，克林顿还是决定参加1992年的总统选举，挑战寻求连任的总统老布什。当时，刚经历过海湾战争的老布什似乎铁定连任，而民主党内其他的几位对手，特别是纽约州州长马里奥·郭默也都跃跃欲试，克林顿当选的机會很小。
但事情卻有出人意料的發展，老布什战后如日中天的声望让众多包括郭默在内的民主党重量级战将打了退堂鼓，在蜀中无大将的情况下，饶有声望却资历较浅的角逐者有了机会。当年竞争民主党提名的有七位，都不是民主党内的元老，媒体戏称他们为「七矮人」。虽然克林顿在全国第一场新罕布夏州初选输给了麻萨诸塞州参议员宗格斯，但他后来居上，赢得了民主党提名。
1992年7月9日，在党内初选中获胜的克林顿选择了参议员艾伯特·戈尔作为他的竞选伙伴。最初许多人都批评这项选择十分不智，因为戈尔就来自于与阿肯色州接壤的田纳西州，两州皆在南方，违反了正副总统候选人来自不同区域的传统选战策略。但是现在回想起来，许多人认为戈尔在1992年的选举中也是克林顿获胜的关键因素之一，因为两人的年轻特质给予了选民一个清新的印象。
克林顿最终赢得了1992年选举的胜利，这主要是因为他的竞选策略专注于国内议题，特别是当时陷入低谷的美国经济。他的竞选总部曾经张贴出一句非常著名的标语：“笨蛋，问题是經濟！”（"It's the economy, stupid!"）。
而克林顿的对手却主要攻击他的人格缺陷，包括他在越南战争期间逃避兵役，吸食大麻的问题和女性的绯闻以及几起有问题的商业交易。这些指控虽然没能阻止克林顿当选为总统，却在保守派人士中间掀起了反克林顿浪潮。

### 上任初期的混乱

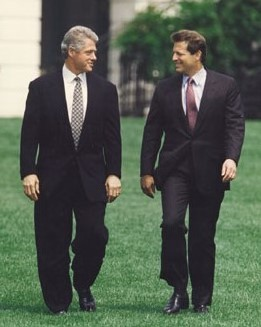
克林頓與副手戈爾

1993年克林顿一上任便试图大刀阔斧的按照左派理想来改造社会。他向富裕階層增税並开展各种大政府计划，试图让同性恋者在军队中公开服役，又试图改造美国医疗健康保險制度，结果引起保守派強烈反弹。

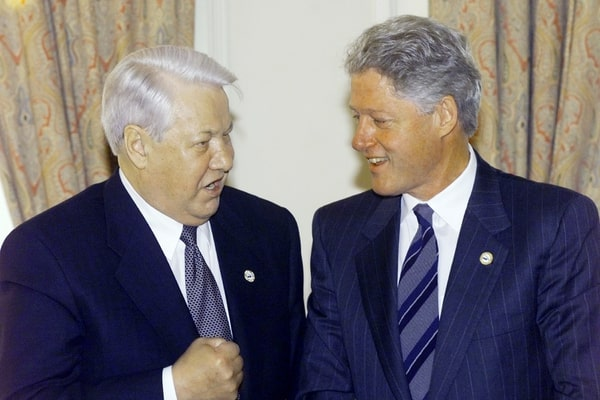
克林頓與俄羅斯總統葉利欽

克林顿設法讓美军公开同性恋取向，是对傳统社会的挑战，于是受到右翼和军方的强烈反对，最后以「不问不说」（Don't ask, don't tell）作為折衷方案。
奢侈税的开征原意是要向富人征税，结果却事与愿违，导致皮草和游艇等高价商品销售下跌，侵蝕中产阶级销售员的收入，使中产不滿。
最严重的是美國醫療改革制度的尝试，改革的目标是要推廣强制性的政府壟斷的健康保险，該計劃受到美國國内的竭力反對；同時美國民間社會的意識型態普遍崇尚自由主義、個人主義、反國家主義，有人視健保制度為共產主義化身。
克林顿委派了同样在政治上雄心勃勃的他的妻子希拉里主导一个委员会负责策划健保改革。当时民主党掌握国会参众两院和白宫，理论上有机会通过任何民主党愿意通过的法案。但是希拉蕊领导的委员会没有征询外界的意见，包括其他民主党人士，而只是闭门研议出一套改革方案，结果是，健保改革牵涉盘根错节千丝万缕的利害得失，委员会最后提出的健保改革法案连民主党的國會议员都不支持，不但整个改革计划完全失败，其所引发的社会反弹连带导致民主党在1994年的期中选举惨败，丧失了長達四十年對参众两院的控制权，共和黨大獲全勝。共和党革命後，纽特·金里奇成为新任的美國众议院院长，金里奇其後成為克林頓此後任期最強勁的政治對手。

### 1996年总统大选
由於國會兩院被共和黨全面控制，克林顿决定走中间派路线。他聘请共和党谋士大卫·葛根作为顾问，同时雇用了共和党选举策士迪克·莫里斯。莫里斯为克林顿制定了一个三角策略（triangulation），即白宫采取一个在国会民主党和共和党之间的立场，与两党议员都保持等距离。这个策略证明十分有效，随着大选的到来，克林顿逐渐恢复名声，政府恢复稳定，经济也恢复增长，美国国民大体对生活觉得满意，克林顿在竞选连任过程中一路处于上风。不過，他和共和黨控制的國會關係並不佳，1996年1月初曾因為國會拒絕提高上限，而引發聯邦政府長達十七天的關門。共和黨拒絕妥協，間接為克林頓的連任總統制造條件。
共和党提名候選人為73歲堪萨斯州老牌参议员、原參議院多數黨領袖鲍勃·多尔。高龄的多尔不但在年龄上处于劣势，也不能提出一个能吸引选民的议题。他仓促提出了17%齐头税率政见，显得轻率，选民也对这种未经认真论证的政策抱持怀疑的态度。眼看着大势将去，多尔放手一搏，辞去了参议员和参议院多数党领袖的职位。这个策略短暂的鼓舞了共和党的士气，但是没能挽救狂澜于既倒。克林顿以379对159的选举人票数順利连任，成为繼富兰克林·罗斯福之后首位順利连任的民主党籍总统。

### 彈劾
1998年克林頓因與白宮實習生莫妮卡·莱温斯基有染的醜聞，加上他對外曾公開說謊，使共和黨決定向他提出彈劾程序，但最終在民主黨議員的強力反對下，在眾議院通過，但在參議院則最終被否決，克林頓最終保住他的總統職位。

### 经济繁荣

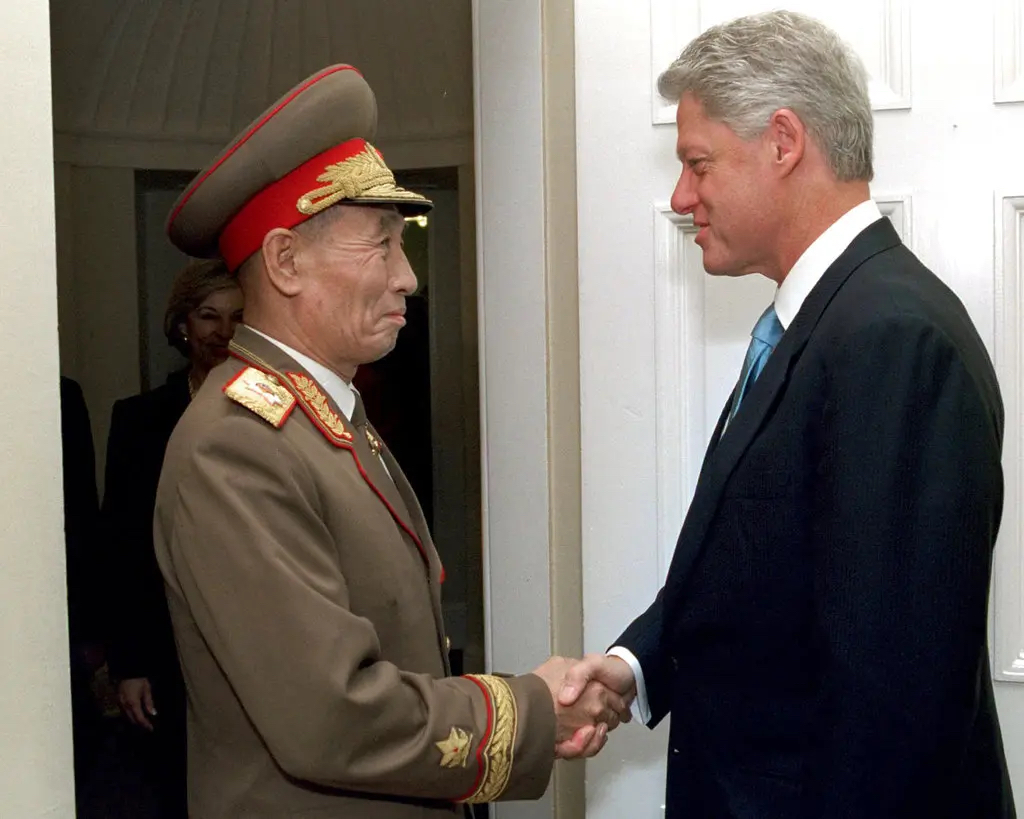
2000年10月10日，時任美國總統克林顿在華盛頓白宮會見了朝鮮國防委員會第一副委員長趙明錄次帥。

克林顿执政期间最大的成就是繁荣的经济。拜互联网科技成熟之赐，一个崭新的科技产业在1996年开始发展起来，并于1998年进入白热状态。互联网革命创造了一个带有巨大产值的新产业，连带创造了高薪的工作机会，带动了经济的运转。
股票市场的快速膨胀则让股民享受了几年的纸上富贵。不过在克林顿任期的最后一年，科技泡沫已经开始破裂。道琼斯工业指数在2000年4月达到历史高峰之后开始长达了两年的下跌，跌幅高达40%。科技股云集的纳斯达克市场跌幅更超过80%。

### 內閣
| 職位         | 姓名            | 任期      |
| ------------ | --------------- | --------- |
| 總統         | 比尔·克林顿     | 1993-2001 |
| 副總統       | 阿尔·戈尔       | 1993-2001 |
|              |                 |           |
| 國務卿       | 克里斯托弗      | 1993-1997 |
|              | 奧爾布賴特      | 1997-2001 |
| 國防部長     | 萊斯·亞斯平     | 1993-1994 |
|              | 威廉·佩利       | 1994-1997 |
|              | 威廉·科恩       | 1997-2001 |
| 財政部長     | 勞埃德·本特森   | 1993-1994 |
|              | 羅伯特·魯賓     | 1995-1999 |
|              | 勞倫斯·薩默斯   | 1999-2001 |
| 司法部長     | 珍妮特·雷諾     | 1993-2001 |
| 內政部長     | 布魯斯·巴比特   | 1993-2001 |
| 農業部長     | 米克·埃斯比     | 1993-1994 |
|              | 丹·吉利文       | 1994-2001 |
| 商業部長     | 朗奴·布朗       | 1993-1996 |
|              | 米奇·奇塔       | 1996-1997 |
|              | 威廉·戴利       | 1997-2000 |
|              | 諾曼·峰田       | 2000-2001 |
| 勞工部長     | 罗伯特·莱克     | 1993-1997 |
|              | 亞歷西斯·靴爾文 | 1997-2001 |
| 衛生部長     | 當納·沙拿納     | 1993-2001 |
| 發展部長     | 亨利·施沙諾斯   | 1993-1997 |
| 運輸部長     | 費特列高·彭拿   | 1993-1997 |
|              | 安德魯·科木     | 1997-2001 |
| 能源部長     | 赫塞爾·奧拉利   | 1993-1997 |
|              | 費特列高·彭拿   | 1997-1998 |
|              | 比爾·李察臣     | 1998-2001 |
| 教育部長     | 李察·雷利       | 1993-2001 |
| 退伍軍人部長 | 杰西·布朗       | 1993-1997 |
|              | 丹尼斯·韋斯特   | 1998-2000 |
|              | 赫塞爾·高巴亞   | 2000-2001 |

克林頓提名了以下人士擔任美國最高法院大法官：
- 露丝·金斯伯格－1993年。被提名取代退休的拜倫·懷特，在參議院以96比3的票數通過。
- 斯蒂芬·布雷耶－1994年。提名取代哈利·布莱克蒙，在參議院以87比9的票數通過。

## 卸任生活

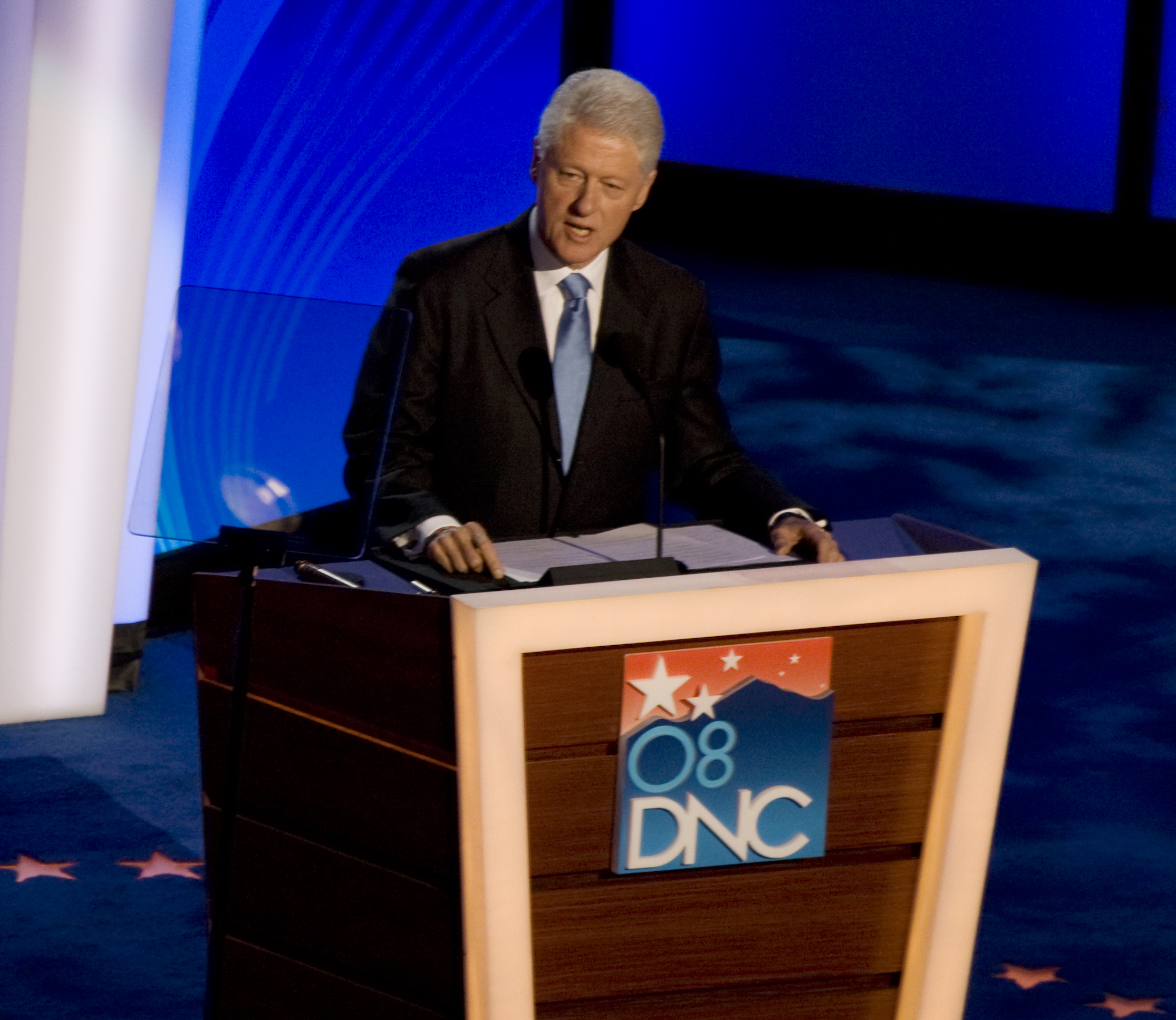
克林顿在2008年民主党全国代表大会上发表讲话

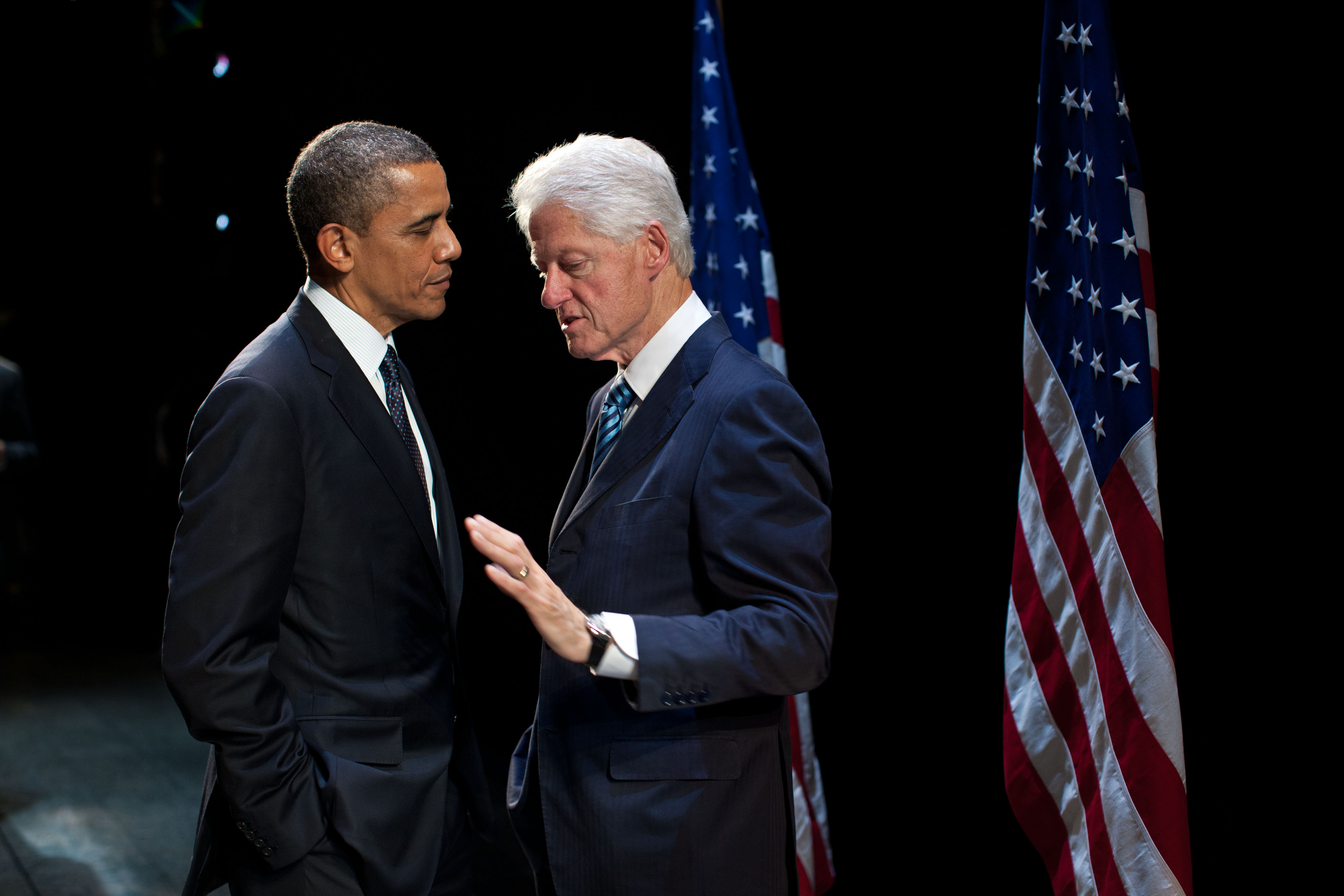
克林顿与贝拉克·奥巴马（2012年6月4日）

### 健康狀態
克林顿曾經因為部份心血管阻塞程度已達90％，因而住院做心臟繞道手術，為了活着看到孫子，因此開始吃素，連乳製品都不碰，在2010年女儿切爾西·克林顿婚禮前減去了30磅（約13.6公斤）體重，身體也變得更健康了。
2021年10月14日，CNN报道克林顿因血液感染住院，他的健康问题再一次引发全球关注。

## 著作
回忆录
- 《我的生活》2004年，中文版2004年译林出版社
- 《付出：我们如何改变世界》2008年，中文版2008年中信出版社
- 《克林顿：重返工作》2012年，中文版2012年中信出版社

小说
- 《失踪的总统》（The President Is Missing）与英语惊悚小说作家詹姆斯·派特森（James Patterson）合著。中文版2018年江苏凤凰文艺出版社
- 《总统的女儿》（The President's Daughter）再次与詹姆斯·派特森合著续集。一位美国前总统住在新罕布什尔州的农村，他的女儿不幸遭遇绑架。2021年6月出版。[18]

## 评价
克林顿是自富兰克林·罗斯福总统以来首位连任成功的民主党总统，他的当选也结束了共和党连续12年执政的历史。1992年的选举也使得民主党自卡特总统以来首次全面控制联邦政府的各个机构部门，包括国会两院和白宫。
在克林頓從政生涯中牽涉了一系列林林總總的醜聞，包括白水門事件和拉鏈門事件，使克林頓成為美國歷屆總統中一位備受爭議的人物。白水門事件中克林頓和其妻希拉莉涉嫌在交易中有利益輸送的嫌疑，使不少人懷疑克林頓夫婦與政商界中不為人知的關係。而拉鏈門醜聞中克林頓先以謊言辯解被揭穿，其後又能巧妙地通過全國電視演說，成功爭取民眾同情，避過國會彈劾，過程峰迴路轉，使克林頓和此案，一度成為美國民眾的主要話題。
儘管他一系列醜聞多多，克林頓依然有著極高民望，如拉鏈門事件後仍有七成美國人支持克林頓。其主要原因是克林頓在任內有一定政績，尤其是他在任內创造了美国长期经济繁荣，並使美国高科技行业的飞速发展，奠定今日美國高科技大國的地位。
克林顿的政绩得到多少公众肯定，有客观的评估数据。1999年，美国公共有线电视台C-SPAN对将近六十位历史学者进行访问，请他们在包括领导能力、经济成就、与国会的关系、道德号召力等十个项目内为历任美国总统评分，并计算综合排名。克林顿的综合排名为21，在42位总统当中恰恰是中等，落后他的前任老布什（排名第20）。这个评鉴结果与其后的另外几次评鉴活动大约是一致的；在包含克林顿的六次总统评鉴排名活动中，克林顿的平均排名为20.67。
1998年，諾貝爾獎獲得者托妮·莫裡森稱克林頓為“第一位黑人總統”，他說：“克林頓幾乎展示了黑人的所有比喻：單親家庭，出生貧困，工人階級，薩克斯管演奏，和對垃圾食品的熱愛。

## 个人观点

### 评论总统任内同意乌克兰放弃核武的决定
俄罗斯入侵乌克兰以后，克林顿于2023年4月5日对促成了《布达佩斯安全保障备忘录》 置评，表示对于当年说服了乌克兰放弃其核武库感到遗憾。克林顿表示，他在1994年知道时任俄罗斯总统叶利钦同意达成的永不干涉乌克兰领土边界的协议的目的是希望乌克兰放弃核武器的情况下，对让乌克兰同意从其领土上撤走核武器的决定感到后悔。克林顿补充说，直到他在2014年俄罗斯占领克里米亚，理解了时任俄罗斯总统弗拉基米尔·普京不会遵守其前任鲍里斯·叶利钦签署的协议后，对此感到很震惊，如果乌克兰仍然拥有核武器，俄罗斯不会入侵乌克兰。他坚信，西方对乌克兰的支持必须坚定不移，认为普京入侵乌克兰的所作所为是非常错误的。

## 荣誉

### 外国勋章奖章
- 一等白狮勋章附颈饰（捷克，1998年[21]）

## 相关主题
- 1992年美国总统选举
- 1996年美国总统选举
- 比爾·柯林頓政府（英语：Presidency of Bill Clinton）
- 白水門事件
- 萊溫斯基醜聞
- 克林頓彈劾案
- 白色垃圾
- 台海飛彈危機